# Liste des présidents de la Région sicilienne
Le président de la région sicilienne dirige le gouvernement régional et représente la Sicile, conformément à l'article 21 du statut spécial de la Sicile.
De 1947 à 2001, il est élu par les députés de l'Assemblée régionale à la majorité absolue. En application de la loi constitutionnelle n°2 / 2001 qui a modifie l'article 9 du statut spécial, le président est depuis élu au suffrage universel direct en même temps que l'Assemblée régionale.
Le siège de la présidence de la Région sicilienne est situé au palais d'Orléans à Palerme. 
Renato Schifani est président de la Région sicilienne depuis le 14 octobre 2022.

## Histoire
Entre mars 1944 et les élections régionales d'avril 1947, la région était gouvernée par un haut commissaire pour la Sicile, nommé par le Conseil des ministres italien.

## Présidents élus par l'assemblée
| Présidents (Naissance-Décès) | Présidents (Naissance-Décès) | Présidents (Naissance-Décès)          | Parti                               | Mandat            | Mandat            | Législature      |
| Présidents (Naissance-Décès) | Présidents (Naissance-Décès) | Présidents (Naissance-Décès)          | Parti                               | Début             | Fin               | Législature      |
| ---------------------------- | ---------------------------- | ------------------------------------- | ----------------------------------- | ----------------- | ----------------- | ---------------- |
|                              |                              | Giuseppe Alessi (1905-2009)           | Démocratie chrétienne               | 30 mai 1947       | 8 mars 1948       | I (1947)         |
| 8 mars 1948                  | 11 janvier 1949              | Giuseppe Alessi (1905-2009)           | Démocratie chrétienne               |                   |                   | I (1947)         |
|                              |                              | Franco Restivo (1911-1976)            | Démocratie chrétienne               | 11 janvier 1949   | 3 juin 1951       | I (1947)         |
| 20 juillet 1951              | 27 juillet 1955              | Franco Restivo (1911-1976)            | Démocratie chrétienne               | II (1951)         |                   |                  |
|                              |                              | Giuseppe Alessi (1905-2009)           | Démocratie chrétienne               | 27 juillet 1955   | 27 septembre 1956 | III (1955)       |
|                              |                              | Giuseppe La Loggia (1911-1994)        | Démocratie chrétienne               | 27 septembre 1956 | 25 novembre 1957  | III (1955)       |
| 25 novembre 1957             | 30 octobre 1958              | Giuseppe La Loggia (1911-1994)        | Démocratie chrétienne               |                   |                   | III (1955)       |
|                              |                              | Silvio Milazzo (1903-1982)            | Union chrétienne sociale sicilienne | 30 octobre 1958   | 12 août 1959      | III (1955)       |
| 12 août 1959                 | 17 décembre 1959             | Silvio Milazzo (1903-1982)            | Union chrétienne sociale sicilienne | IV (1959)         |                   |                  |
| 18 décembre 1959             | 22 février 1960              | Silvio Milazzo (1903-1982)            | Union chrétienne sociale sicilienne | IV (1959)         |                   |                  |
|                              |                              | Benedetto della Nicchiara (1899-1982) | Démocratie chrétienne               | IV (1959)         | 23 février 1960   | 29 juin 1961     |
|                              |                              | Silvio Milazzo (1903-1982)            | Union chrétienne sociale sicilienne | IV (1959)         | 17 mai 1961       | 22 mai 1961,     |
|                              |                              | Salvatore Corallo (1928-2019)         | Parti socialiste italien            | IV (1959)         | 30 juin 1961      | 8 septembre 1961 |
|                              |                              | Giuseppe D'Angelo (1913-1991)         | Démocratie chrétienne               | IV (1959)         | 9 septembre 1961  | 10 août 1962     |
| 11 août 1962                 | 18 octobre 1962              | Giuseppe D'Angelo (1913-1991)         | Démocratie chrétienne               | IV (1959)         |                   |                  |
| 19 octobre 1962              | 25 juin 1963                 | Giuseppe D'Angelo (1913-1991)         | Démocratie chrétienne               | IV (1959)         |                   |                  |
| 25 juin 1963                 | 19 août 1963                 | Giuseppe D'Angelo (1913-1991)         | Démocratie chrétienne               | V (1963)          |                   |                  |
| 19 août 1963                 | 28 janvier 1964              | Giuseppe D'Angelo (1913-1991)         | Démocratie chrétienne               | V (1963)          |                   |                  |
| 28 janvier 1964              | 4 août 1964                  | Giuseppe D'Angelo (1913-1991)         | Démocratie chrétienne               | V (1963)          |                   |                  |
|                              |                              | Francesco Coniglio (1916-1993)        | Démocratie chrétienne               | V (1963)          | 4 août 1964       | 8 mars 1966      |
| 8 mars 1966                  | 19 janvier 1967              | Francesco Coniglio (1916-1993)        | Démocratie chrétienne               | V (1963)          |                   |                  |
| 19 janvier 1967              | 12 juin 1967                 | Francesco Coniglio (1916-1993)        | Démocratie chrétienne               | V (1963)          |                   |                  |
|                              |                              | Vincenzo Giummarra (1923-2010)        | Démocratie chrétienne               | 11 août 1967      | 29 septembre 1967 | VI (1967)        |
|                              |                              | Vincenzo Carollo (1920-2013)          | Démocratie chrétienne               | 29 septembre 1967 | 23 avril 1968     | VI (1967)        |
| 23 avril 1968                | 26 février 1969              | Vincenzo Carollo (1920-2013)          | Démocratie chrétienne               |                   |                   | VI (1967)        |
|                              |                              | Mario Fasino (1920-2017)              | Démocratie chrétienne               | 26 février 1969   | 28 avril 1970     | VI (1967)        |
| 28 avril 1970                | 18 février 1971              | Mario Fasino (1920-2017)              | Démocratie chrétienne               |                   |                   | VI (1967)        |
| 18 février 1971              | 14 juin 1971                 | Mario Fasino (1920-2017)              | Démocratie chrétienne               |                   |                   | VI (1967)        |
| 10 août 1971                 | 10 octobre 1971              | Mario Fasino (1920-2017)              | Démocratie chrétienne               | VII (1971)        |                   |                  |
| 10 octobre 1971              | 22 décembre 1972             | Mario Fasino (1920-2017)              | Démocratie chrétienne               | VII (1971)        |                   |                  |
|                              |                              | Vincenzo Giummarra (1923-2010)        | Démocratie chrétienne               | VII (1971)        | 22 décembre 1972  | 26 mars 1974     |
|                              |                              | Angelo Bonfiglio (1928-2000)          | Démocratie chrétienne               | VII (1971)        | 26 mars 1974      | 13 août 1976     |
| 13 août 1976                 | 20 mars 1978                 | Angelo Bonfiglio (1928-2000)          | Démocratie chrétienne               | VIII (1976)       |                   |                  |
|                              |                              | Piersanti Mattarella (1935-1980)      | Démocratie chrétienne               | VIII (1976)       | 20 mars 1978      | 14 mars 1979     |
| 14 mars 1979                 | 6 janvier 1980               | Piersanti Mattarella (1935-1980)      | Démocratie chrétienne               | VIII (1976)       |                   |                  |
|                              |                              | Gaetano Giuliano (1929) (par intérim) | Parti socialiste italien            | VIII (1976)       | 6 janvier 1980    | 1er mai 1980     |
|                              |                              | Mario D'Acquisto (1931)               | Démocratie chrétienne               | VIII (1976)       | 1er mai 1980      | 7 août 1981      |
| 7 août 1981                  | 22 décembre 1982             | Mario D'Acquisto (1931)               | Démocratie chrétienne               | IX (1981)         |                   |                  |
|                              |                              | Calogero Lo Giudice (1938-2021)       | Démocratie chrétienne               | IX (1981)         | 22 décembre 1982  | 19 octobre 1983  |
|                              |                              | Santi Nicita (1929-2014)              | Démocratie chrétienne               | IX (1981)         | 19 octobre 1983   | 21 mars 1984     |
|                              |                              | Modesto Sardo (1929-1991)             | Démocratie chrétienne               | IX (1981)         | 21 mars 1984      | 1er février 1985 |
|                              |                              | Rosario Nicolosi (1942-1998)          | Démocratie chrétienne               | IX (1981)         | 1er février 1985  | 1er août 1986    |
| 1er août 1986                | 6 août 1987                  | Rosario Nicolosi (1942-1998)          | Démocratie chrétienne               | X (1986)          |                   |                  |
| 6 août 1987                  | 12 janvier 1988              | Rosario Nicolosi (1942-1998)          | Démocratie chrétienne               | X (1986)          |                   |                  |
| 12 janvier 1988              | 14 novembre 1989             | Rosario Nicolosi (1942-1998)          | Démocratie chrétienne               | X (1986)          |                   |                  |
|                              |                              | Salvatore Natoli (1926-2015)          | Parti républicain italien           | X (1986)          | 14 novembre 1989  | 15 novembre 1989 |
|                              |                              | Rosario Nicolosi (1942-1998)          | Démocratie chrétienne               | X (1986)          | 14 décembre 1989  | 12 août 1991     |
|                              |                              | Vincenzo Leanza (1932-2004)           | Démocratie chrétienne               | 12 août 1991      | 16 juillet 1992   | XI (1991)        |
|                              |                              | Giuseppe Campione (1935)              | Démocratie chrétienne               | 16 juillet 1992   | 26 mai 1993       | XI (1991)        |
| 26 mai 1993                  | 21 décembre 1993             | Giuseppe Campione (1935)              | Démocratie chrétienne               |                   |                   | XI (1991)        |
|                              |                              | Francesco Martino (1937-2017)         | Parti libéral italien               | 21 décembre 1993  | 16 mai 1995       | XI (1991)        |
|                              |                              | Matteo Graziano (1941-2013)           | Parti populaire italien             | 16 mai 1995       | 16 juin 1996      | XI (1991)        |
|                              |                              | Giuseppe Provenzano (1946)            | Forza Italia                        | 18 luglio 1996    | 29 janvier 1998   | XII (1996)       |
|                              |                              | Giuseppe Drago (1955-2016)            | Centre chrétien-démocrate           | 29 janvier 1998   | 21 novembre 1998  | XII (1996)       |
|                              |                              | Angelo Capodicasa (1949)              | Démocrates de gauche                | 21 novembre 1998  | 10 novembre 1999  | XII (1996)       |
| 10 novembre 1999             | 26 juillet 2000              | Angelo Capodicasa (1949)              | Démocrates de gauche                |                   |                   | XII (1996)       |
|                              | bgcolor="#0A6BE1"            | Vincenzo Leanza (1932-2004)           | Forza Italia                        | 26 juillet 2000   | 17 juillet 2001   | XII (1996)       |

## Présidents élus au suffrage direct
| Président (Naissance-Décès) | Président (Naissance-Décès)              | Président (Naissance-Décès) | Parti                                       | Coalition    | Coalition                                                       | Mandat           | Mandat           | Corps législatif |
| Président (Naissance-Décès) | Président (Naissance-Décès)              | Président (Naissance-Décès) | Parti                                       | Coalition    | Coalition                                                       | Début            | Fin              | Corps législatif |
| --------------------------- | ---------------------------------------- | --------------------------- | ------------------------------------------- | ------------ | --------------------------------------------------------------- | ---------------- | ---------------- | ---------------- |
|                             |                                          | Salvatore Cuffaro (1958)    | Chrétiens démocrates unis - Union de centre |              | Maison des libertés (FI - AN - CCD - CDU- NPSI - PRI - Civique) | 17 juillet 2001  | 15 juin 2006     | XIII (2001)      |
|                             | Maison des libertés(FI - AN - UDC - MpA) | Salvatore Cuffaro (1958)    | Chrétiens démocrates unis - Union de centre | 15 juin 2006 | 18 janvier 2008                                                 | XIV (2006)       |                  |                  |
|                             |                                          | Raffaele Lombardo (1950)    | Mouvement pour les autonomies               |              | PdL - MpA - UdC                                                 | 28 avril 2008    | 10 novembre 2012 | XV (2008)        |
|                             |                                          | Rosario Crocetta (1951)     | Parti démocrate                             |              | PD - UdC - Le mégaphone                                         | 10 novembre 2012 | 18 novembre 2017 | XVI (2012)       |
|                             |                                          | Nello Musumeci (1955)       | Diventerà Bellissima                        |              | FI - UoC - CP - MpA - DB - FdI - Lega                           | 18 novembre 2017 | 14 octobre 2022  | XVII (2017)      |
|                             |                                          | Renato Schifani (1950)      | Forza Italia                                |              | FdI - FI - Lega - DC - CP - MpA                                 | 14 octobre 2022  | en fonction      | XVIII (2022)     |